# Fiodar Jankouski
Fiodar Michajławicz Jankouski, Fiodor Michajłowicz Jankowskij (biał.: Фёдар Міхайлавіч Янкоўскі, ros. Фёдор Михайлович Янковский; ur. 21 września 1918 we wsi Kletnaja, obwód Mohylew, zm. 13 listopada 1984 w Mińsku) – białoruski językoznawca, badacz folkloru i języka białoruskiego, doktor filologii, profesor, podczas II wojny światowej dowódca zwiadu oddziału partyzanckiego "Groźny", działającego w pobliżu Mińska.
Brał udział w radziecko-fińskiej wojnie (1939—1940), podczas której został ranny. Od 1968 należał do Związku Pisarzy Białorusi.
W Mińsku w sierpniu 2010 jego imieniem nazwano jedną z ulic, przy której stoi dom, w którym mieszkał. Na domu odsłonięto pamiątkową tablicę.

## Ordery i odznaczenia
- Order Wojny Ojczyźnianej I stopnia
- Order Czerwonej Gwiazdy